# Ghiacciaio Snuggerud
Il ghiacciaio Snuggerud è un ghiacciaio situato sulla costa della Principessa Astrid, nella Terra della Regina Maud, in Antartide. Il ghiacciaio, il cui punto più alto si trova a oltre 2100 m s.l.m., si trova in particolare nel gruppo montuoso delle monti Filchner, dove fluisce verso nord-nord-est scorrendo tra il monte Klevekapa e i picchi Smaknoltane.

## Storia
Il ghiacciaio Snuggerud fu scoperto e fotografato per la prima volta nel 1939 grazie a ricognizioni aeree svolte durante la spedizione tedesca Nuova Svevia, 1938-39, ed in seguito rimappato più dettagliatamente da cartografi norvegesi grazie a ricognizioni effettuate nel corso della sesta spedizione antartica norvegese, svoltasi nel 1956-60, che lo battezzarono con il suo attuale nome in onore di J. Snuggerud, un tecnico radio facente parte della spedizione norvegese dal 1956 al 1958.